# NGC 6321
NGC 6321 ist eine 13,8 mag helle Balken-Spiralgalaxie vom Hubble-Typ SBbc im Sternbild Herkules am Nordsternhimmel. Sie ist schätzungsweise 284 Millionen Lichtjahre von der Milchstraße entfernt und hat einen Durchmesser von etwa 90.000 Lichtjahren.
Das Objekt wurde am 14. Juli 1871 von Édouard Jean-Marie Stephan entdeckt.